# Dietzhausen
Dietzhausen è una frazione (Ortsteil) della città tedesca di Suhl, nel Land della Turingia.

## Monumenti e luoghi d'interesse
ChiesaEdificio con struttura a graticcio compiuto nel 1682 e rivestito nel XIX secolo con lastre d'ardesia.